# 우카얄리가시쥐
우카얄리가시쥐(Scolomys ucayalensis)는 비단털쥐과에 속하는 설치류의 일종이다. 긴코가시쥐로도 알려져 있다. 남아메리카에 서식하는 야행성 동물로 쌀쥐족 아메리카가시쥐속에 속한다. 브라질과 콜롬비아, 에콰도르, 페루에서 발견되며, 아마존 우림의 다양한 서식지에서 서식한다.